# Feliks Kramsztyk

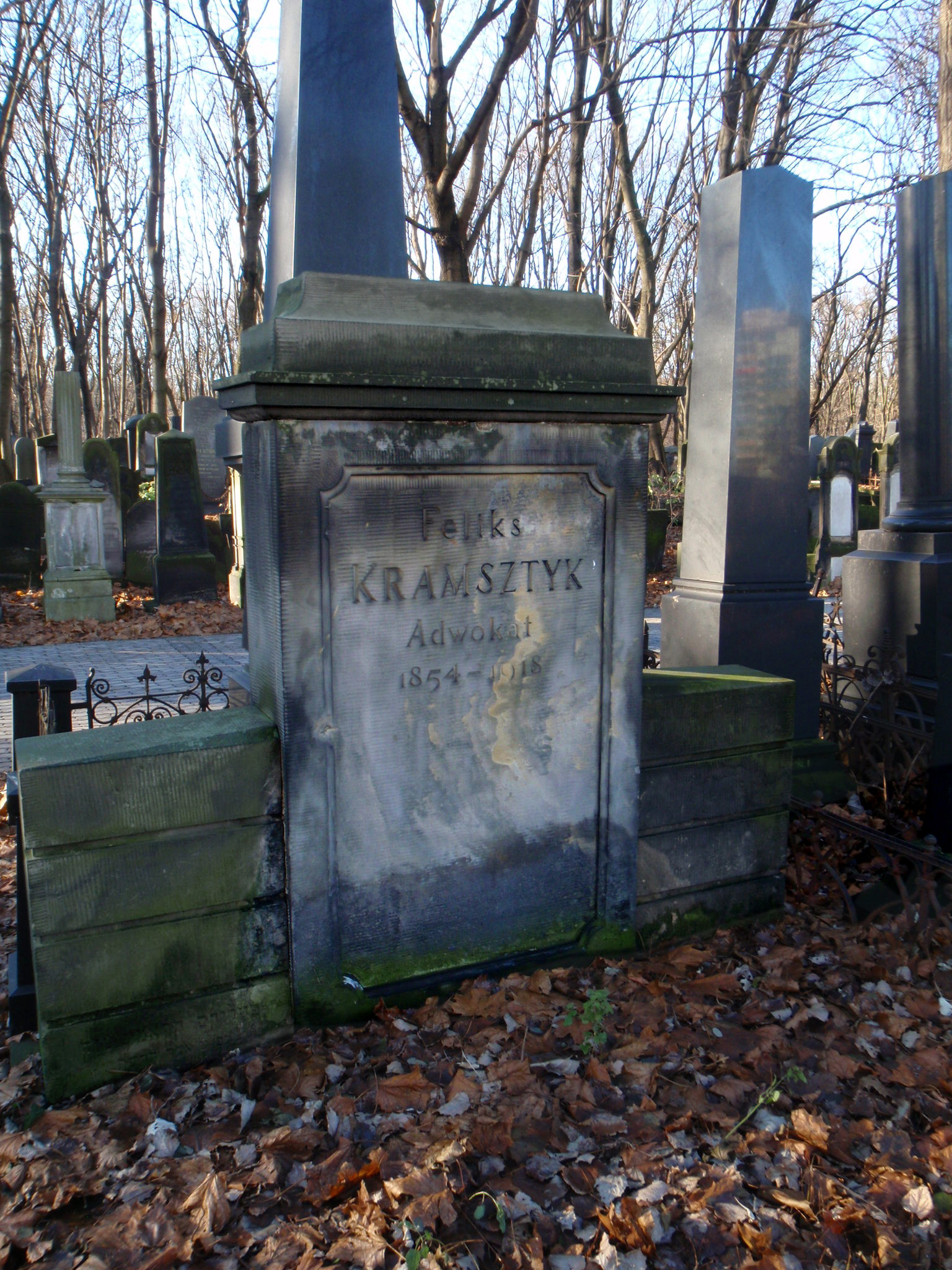
Grób Feliksa Kramsztyka na cmentarzu żydowskim w Warszawie

Feliks Kramsztyk (ur. 10 sierpnia 1853 w Warszawie, zm. 19 lutego 1918 tamże) – polski prawnik i publicysta żydowskiego pochodzenia.

## Życiorys
Urodził się w Warszawie w zasymilowanej rodzinie żydowskiej, jako syn rabina Izaaka Kramsztyka (1814–1899). Jego braćmi byli: Stanisław (1841–1906), Zygmunt (1848–1920) i Julian (1851–1925).
W 1874 ukończył studia prawnicze na Cesarskim Uniwersytecie Warszawskim. Specjalizował się w prawie cywilnym. Od końca lat 80. XIX wieku do śmierci był radcą prawnym w zakładach przemysłowych firmy Lilpop, Rau i Loewenstein S.A. w Warszawie. Od 1905 w Szkole Handlowej wykładał prawo handlowe i cywilne. W 1915 został powołany na stanowisko sędziego pokoju. Przez wiele lat zasiadał w zarządzie Kasy Pomocy Adwokatów Przysięgłych.
Feliks Kramsztyk jest pochowany na cmentarzu żydowskim przy ulicy Okopowej w Warszawie (kwatera 71).

## Twórczość
Feliks Kramsztyk był autorem licznych artykułów popularyzatorskich i publicystycznych z dziedziny prawa, ustawodawstwa i prawa pracy, prawa fabrycznego. Wiele z jego ustaleń zostało przyjętych przez Sejm Ustawodawczy w 1919, jako jedna z najnowocześniejszych norm prawa pracy w ówczesnej Europie. Opublikował wiele artykułów w Gazecie Sądowej Warszawskiej.
- 1894: O prawie fabrycznym
- 1897: Prawo fabryczne obowiązujące i ubezpieczenia robotników w niektórych państwach europejskich